# 黃克纘
黃克纘（1549年—1634年），字紹夫，號鍾梅，又號梓山，福建泉州府晉江縣人，軍籍，明朝政治人物，萬曆庚辰進士。

## 生平
萬曆四年（1576年）丙子科福建鄉試第八十名。萬曆八年（1580年），登進士第二甲第九名。刑部觀政，本年出知寿州，十三年擢刑部员外郎，恤刑山西。十六年晉郎中，十七年出为赣州府知府。二十一年十一月升为四川提学副使，二十三年五月升湖广左参政，二十六年升山东按察使，二十七年累官山东右布政使，同年闰四月转左布政，二十九年九月移右副都御史、山東巡撫。六年秩满，三十五年加升兵部右侍郎。三十八年以九年考满，加兵部尚书兼右副都御史。四十年升南京兵部尚书，参赞机务。萬曆四十七年，改北京兵部尚书，协理京营戎政，時年七十一，条陈京营五议，尋署掌工部印务。四十八年加太子少保。改刑部尚书。因李选侍移宫案，與其他御史不和，被彈劾。红丸案中，支持李可灼进事，被给事中薛文周、沈惟炳彈劾，仍然加太子太傅。天啟四年十二月，起用工部尚书，視事數月，因與魏忠賢不合，辭官。
崇祯元年（1628年），起為南京吏部尚书，不赴任。崇祯七年卒於家中，年八十六，谥襄惠。

## 著作
著有《杞忧疏稿》、《百代绳愆》、《性理集解》。

## 家族
曾祖父黃員，曾任壽官；祖父黃傳；父親黃澄。母蔡氏。永感下。從兄黄德洋，布政司參議。黄德渊，贡士。
子黃道敬、黃道爵。

## 延伸阅读
[在维基数据编辑]
 《明史卷二百五十六》，出自《明史》